# In My Eyes
In My Eyes é o segundo álbum de estúdio do cantor Stevie B, lançado em 3 de fevereiro de 1989 pela gravadora LMR Records. O álbum conseguiu a posição #75 na Billboard 200 e foi certificado Ouro em 1989.
O álbum contém quatro singles, o primeiro é "I Wanna Be the One" que entrou no Top 40 dos Estados Unidos. O segundo single "In My Eyes", seguiu o single anterior e também entrou no Top 40. Já o single "Girl I Am Searching for You" conseguiu moderado sucesso. O último single, a balada "Love Me for Life", foi a canção de maior sucesso nos Estados Unidos, chegando a posição #29 Billboard Hot 100.

## Recepção da crítica
| Críticas profissionais | Críticas profissionais |
| Avaliações da crítica  | Avaliações da crítica  |
| Fonte                  | Avaliação              |
| ---------------------- | ---------------------- |
| allmusic               | [ 2 ]                  |

Rob Theakston, do site allmusic, deu ao álbum duas estrelas, afirmando que "ele [Stevie B] lançou In My Eyes para um público ainda não cansado de suas batidas eletro-estilizadas e letras pensativas de amor desamparado".

## Faixas
| N.º | Título                        | Duração |  |
| 1.  | "I Wanna Be the One"          | 4:54    |  |
| 2.  | "Girl I Am Searching for You" | 4:45    |  |
| 3.  | "I Came to Rock Your Body"    | 5:00    |  |
| 4.  | "Love Me for Life"            | 5:12    |  |
| 5.  | "In My Eyes"                  | 5:09    |  |
| 6.  | "Lifetime Love Affair"        | 4:11    |  |
| 7.  | "Come with Me"                | 4:39    |  |
| 8.  | "Children of Tomorrow"        | 4:46    |  |

Faixas Bônus
| N.º | Título                                    | Duração |  |
| 9.  | "I Wanna Be the One" (Bonus Mix)          | 6:57    |  |
| 10. | "In My Eyes" (Bonus "In My House" Mix)    | 6:02    |  |
| 11. | "Girl I Am Searching for You" (Bonus Mix) | 5:49    |  |

## Posições nas paradas musicais
| Parada musical (1989)          | Melhor posição |
| ------------------------------ | -------------- |
| Canadá (RPM Top 100 Albums)    | 28             |
| Canadá (The Record)            | 49             |
| Estados Unidos (Billboard 200) | 75             |
| Estados Unidos (R&B Albums)    | 75             |

### Posições anuais
| Parada de fim de ano (1989)               | Melhor posição |
| ----------------------------------------- | -------------- |
| Canadá (Canada RPM Top 100 Albums of '89) | 100            |

## Certificações
| País                  | Certificação | Data                 | Vendas certificadas |
| --------------------- | ------------ | -------------------- | ------------------- |
| Estados Unidos (RIAA) | Ouro         | 16 de agosto de 1989 | 500,000             |